# Langenbach bei Kirburg
Langenbach bei Kirburg är en kommun och ort i Westerwaldkreis i förbundslandet Rheinland-Pfalz i Tyskland.
Kommunen ingår i kommunalförbundet Verbandsgemeinde Bad Marienberg (Westerwald) tillsammans med ytterligare 17 kommuner.